# Daldinia
Daldinia is a chi of nấm trong họ Hypoxylaceae (Xylariaceae).
Tên của chi Daldinia được đặt để vinh danh Agostino Daldini (1817-1895), nhà thực vật học và  mục sư người Thụy Sĩ  thuộc dòng Friars Minor Capuchin ở Locarno.
Chi này được phân loại bởi Vincenzo de Cesati năm 1863.

## Các loài
- D. angolensis
- D. bakeri
- D. bambusicola
- D. brachysperma
- D. caldariorum
- D. childiae
- D. clavata
- D. concentrica
- D. cudonia
- D. cuprea
- D. dennisii
- D. eschscholzii
- D. fissa
- D. gelatinosa
- D. graminis
- D. grandis
- D. lloydii
- D. loculata
- D. macrospora
- D. mexicana

- D. novae-zelandiae
- D. occidentalis
- D. petriniae
- D. placentiformis
- D. sacchari
- D. simulans
- D. singularis
- D. vernicosa

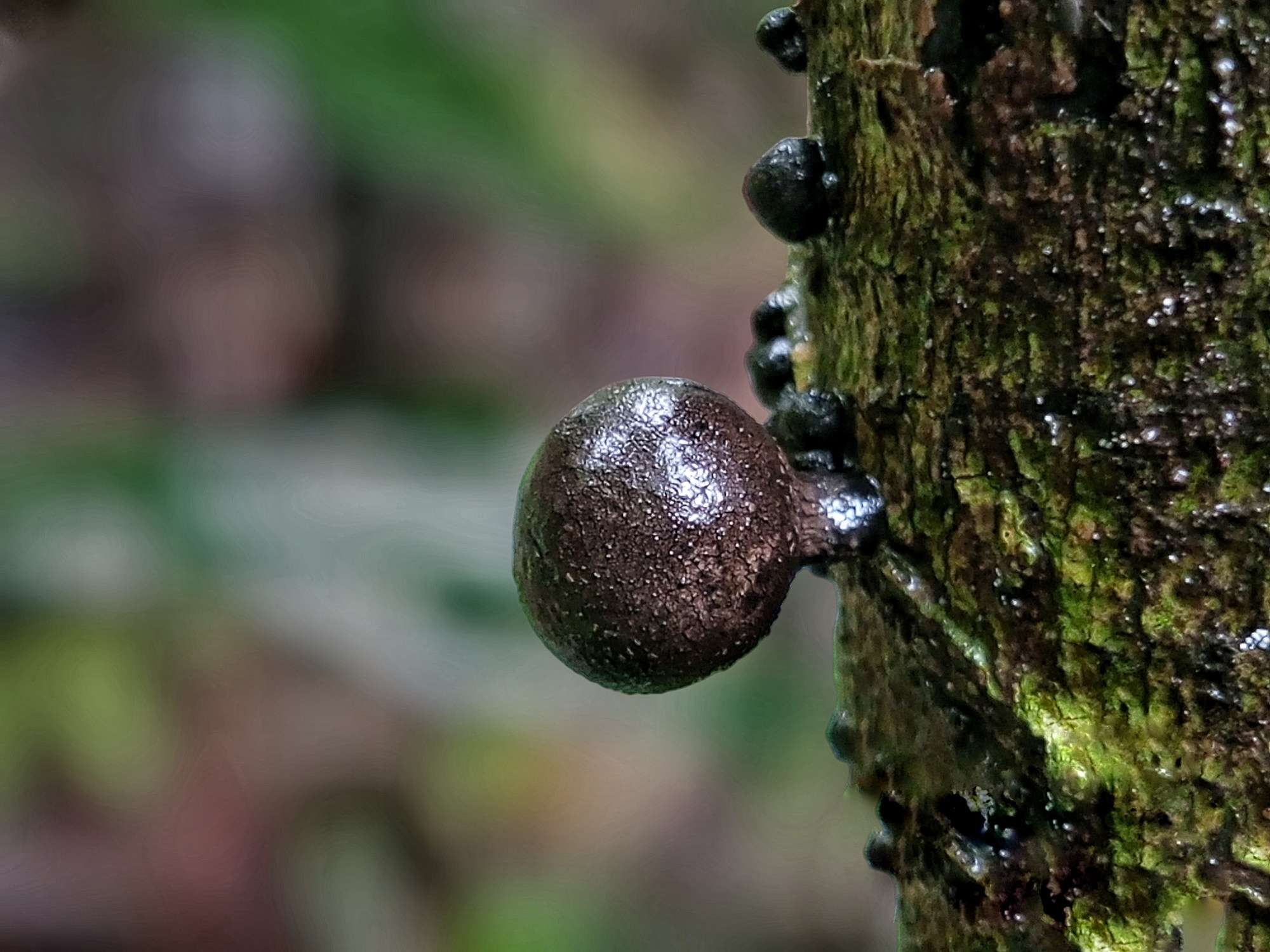
Daldinia vernicosa
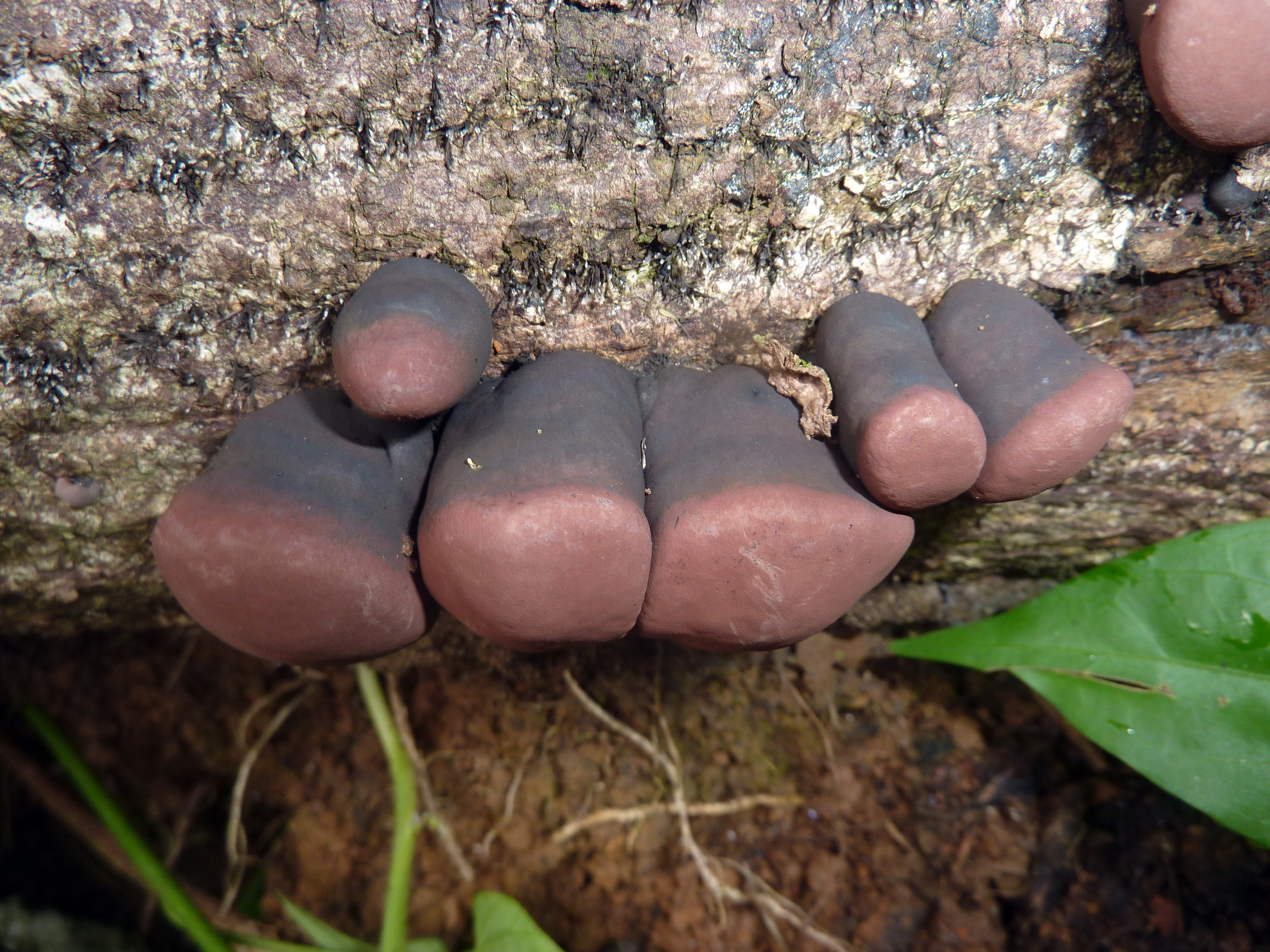
Daldinia clavata
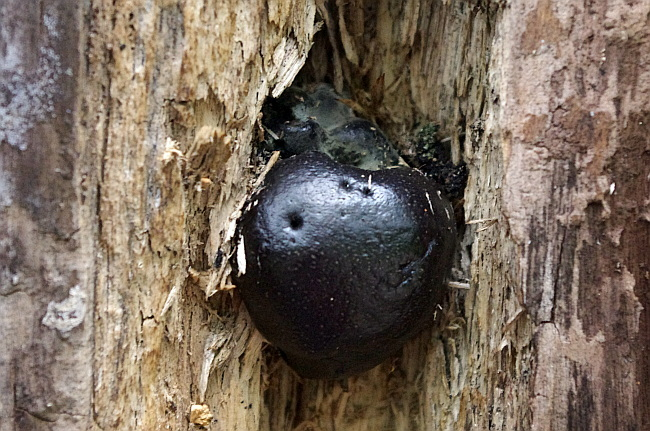
Daldinia loculata
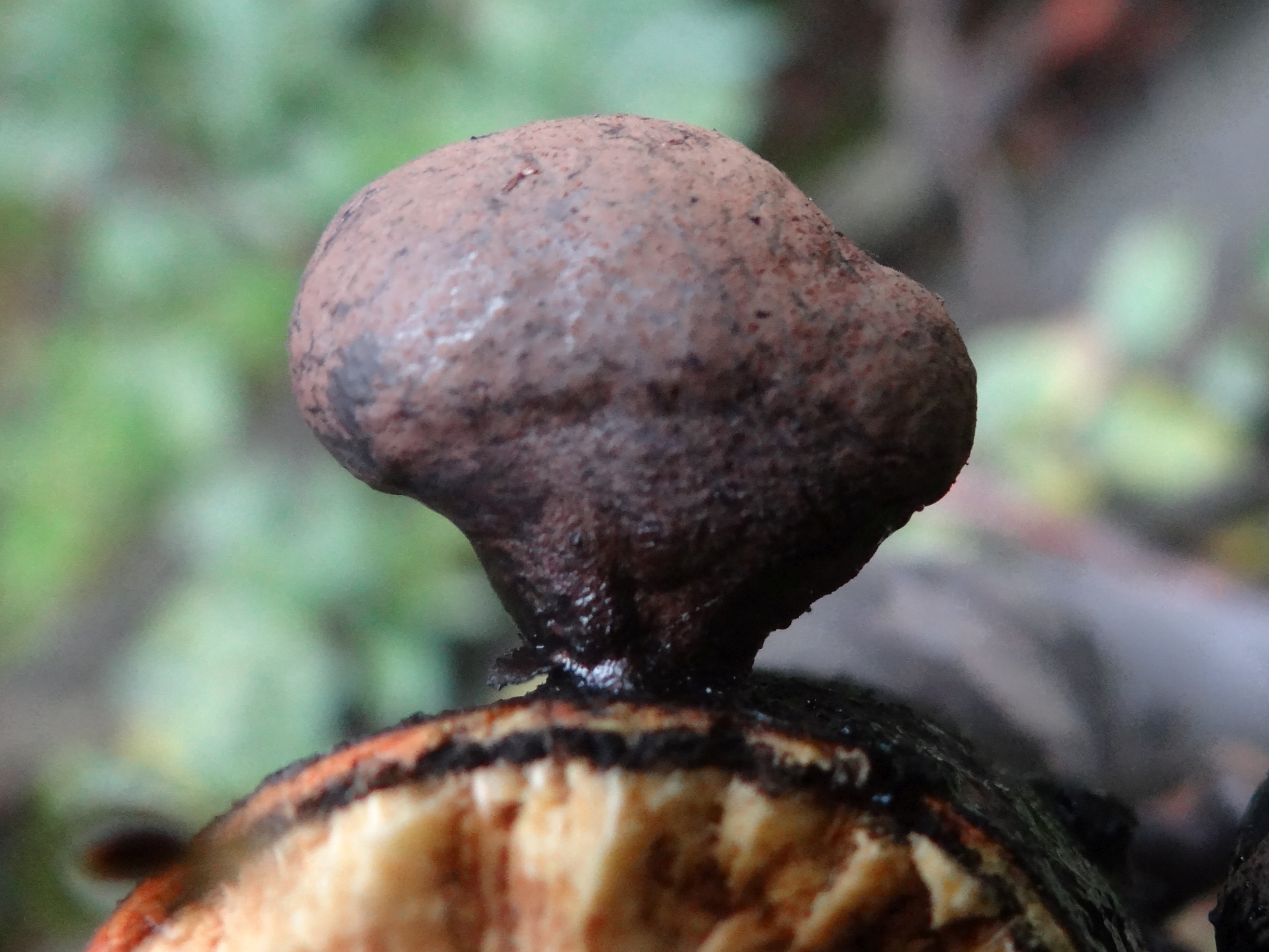
Daldinia decipiens